# Louis-Joachim de La Roche-Saint-André
Pour les autres membres de la famille, voir Famille de La Roche-Saint-André.
Louis-Joachim de La Roche Saint-André est un ecclésiastique français né le 1er octobre 1706 à  La Rochelle et mort guillotiné à Nantes le 20 décembre 1793.

## Biographie
Né à La Rochelle le 1er octobre 1706, fils de Louis-Gilles de La Roche-Saint-André, seigneur de Chambrette et des Ganuchères, capitaine des vaisseaux du Roi, chevalier de l'ordre de Saint-Louis, et Charlotte de Saint-Légier de La Saussaye, Louis-Joachim de La Roche Saint-André est un petit-fils du chef d'escadre Gilles de La Roche-Saint-André.
Il fut ordonné prêtre le 23 juin 1732. Licencié en théologie de la Sorbonne, il devint un adversaire virulent des Jansénistes.
Éloigné de son diocèse de Nantes pour ses prêches anti-jansénistes, il fut appelé par l'évêque de Dax Louis-Marie de Suarez d'Aulan en 1745 et devint son grand-vicaire. Il y donna plus facilement libre cours à sa fidélité à la bulle Unigenitus et au pape. En mars 1750, cet évêque le nomma abbé commendataire de l'abbaye de Villedieu, bénéfice qu'il conserva jusqu'en 1786.
Malgré le soutien de son évêque mais face aux oppositions des Jansénistes, Louis-Joachim de La Roche Saint-André préféra se retirer en 1751 à Meslay, à La Guyonnière, près de Montaigu, chez sa sœur Pélagie et son beau-frère Louis Charles du Chaffault de Besné, lieutenant-général des armées navales. Il continua son apostolat dans cette région de Vendée et fut par exemple le conseiller spirituel du jeune Louis-Marie Baudouin.
En 1780, il se retira à Montaigu, qui fut l'un des foyers des insurrections vendéennes en mars 1793. Hostile à la constitution civile du clergé, il resta fidèle à ses convictions et refusa de prêter serment. Caché chez un fermier non loin de Montaigu, il fut dénoncé puis arrêté le 17 ou le 18 décembre 1793 puis incarcéré à Nantes à la Prison du Bouffay.
Dès le 19 décembre, il fut présenté au tribunal révolutionnaire et condamné à mort par la commission présidée par François Louis Phelippes-Tronjolly.
L'abbé fut guillotiné sur la place du Bouffay à Nantes le 20 décembre 1793 à l'âge de 87 ans et son corps fut jeté dans la fosse commune.

## Ouvrages
Il avait rédigé un livre de piété qui fut édité par son petit-neveu le chanoine de Suyrot en 1870 : Élévations sur les principaux mystères de N.S. Jésus-Christ et de sa Très Sainte Mère. 
Paul Boutin a écrit une brochure relatant sa vie.